# Vallée de l'Yèvre
Vallée de l'Yèvre este o arie protejată (arie de protecție specială avifaunistică — SPA) din Franța întinsă pe o suprafață de 541,2 ha, integral pe uscat.

## Localizare
Centrul sitului Vallée de l'Yèvre este situat la coordonatele 47°11′07″N 2°10′19″E / 47.18528°N 2.17194°E.

## Înființare
Situl Vallée de l'Yèvre a fost declarat arie de protecție specială avifaunistică în baza directivei 79/409 din 1979 referitoare la conservarea păsărilor sălbatice pentru a proteja 9 specii de animale.

## Biodiversitate
Situată în ecoregiunea atlantică, aria protejată nu include niciun habitat protejat.
La baza desemnării sitului se află mai multe specii protejate de  păsări (9): pescăruș albastru (Alcedo atthis), pasărea ogorului (Burhinus oedicnemus), erete de stuf (Circus aeruginosus), erete vânăt (Circus cyaneus), erete cenușiu (Circus pygargus), cristeiul de câmp (Crex crex), sfrâncioc roșiatic (Lanius collurio), gaia neagră (Milvus migrans), culic mare (Numenius arquata).
Pe lângă speciile protejate, pe teritoriul sitului au mai fost identificate 6 specii de plante, 1 specie de reptile.